# لامونت (کامیونیتی)، ویسکانسین
لامونت (به انگلیسی: Lamont) یک منطقهٔ مسکونی در ایالات متحده آمریکا است که در شهرستان لافایت، ویسکانسین واقع شده‌است. لامونت  ۳۲۷٫۰۵ متر بالاتر از سطح دریا واقع شده‌است.